# 英国驻济南领事馆旧址

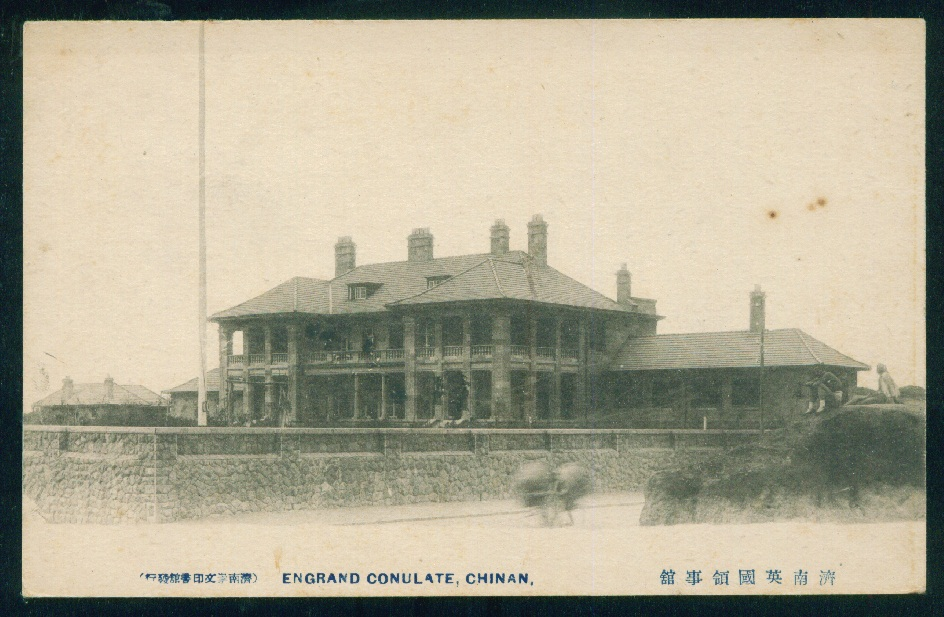
英国驻济南领事馆旧址

英国驻济南领事馆旧址位于中国山东省济南市市中区经七纬四路115号，现已不存。该馆设立于1906年5月，最初为统辖山东全省侨务的总领事馆，首任总领事为乐民乐（W·J·Clennell），馆址位于南新街，1914年迁至三里庄南首现址。1933年12月总领事馆改设于青岛，该处降为驻济南领事馆。1939年2月该馆被侵华日军封闭，1945年9月奉英国政府令撤销。其馆址在1942年曾被短期用作瑞士驻济南领事馆，1949年后由济南军区管理使用，2012年拆除前为退役高级军官住宅。
该馆建筑为两层，带地下室与阁楼，平面呈“凹”形（凹面朝北），采用毛石墙基和花岗石墙面，覆以红瓦坡屋顶。主入口位于南侧，其底层为以塔司干柱子支撑的外廊，上部为阳台，另于北侧和东侧设有次入口，其中北侧入口设有略向外凸出的券柱式门廊，东侧入口顶部设盔形门罩。
该建筑拆除前，军区领导曾计划将其拆除建设别墅，因地方政府及文物部门干涉而未采取行动。2012年1月其屋顶部分因电器使用不当而失火损毁。2012年5月，建筑其他部分被军方雇佣的人员拆除。虽已被列入济南市市中区文物保护单位，但拆除时并未得到当地文物保护部门的有效监管。该事件发生后在当地市民、媒体中产生较大反响，但在此之后，本地媒体被全面压制住，原先报导过的媒体也被处罚。此事因此不了了之。